# Gymnophobie
Gymnophobie (von altgriechisch γυμνός gymnós, deutsch ‚nackt‘, und φόβος phóbos, deutsch ‚Furcht‘) bezeichnet die pathologische und irrational erlebte Angst vor eigener oder fremder Nacktheit. Damit handelt es sich um eine spezifische Phobie, die mit übertriebenem Schamgefühl nicht gleichzusetzen ist, auch wenn sie oft als solches fehlgedeutet wird.
Diese Angst, nackte Menschen zu sehen oder selbst nackt gesehen zu werden, tritt auch unter jenen Rahmenbedingungen auf, in denen dies sozial erlaubt ist, sodass zum Beispiel Saunabesuche nicht möglich sind.
Über die Prävalenz der Gymnophobie gibt es – wie bei vielen anderen spezifischen Angststörungen – keine Angaben.